# Tetraglenes carinithorax
Tetraglenes carinithorax är en skalbaggsart som beskrevs av Stefan von Breuning 1942. Tetraglenes carinithorax ingår i släktet Tetraglenes och familjen långhorningar. Inga underarter finns listade i Catalogue of Life.